# Honourable Artillery Company
L' Honourable Artillery Company (HAC) est le plus ancien régiment de l'armée britannique et le second en ancienneté de la Territorial Army,.

## Histoire

### Des origines à la Première Guerre mondiale

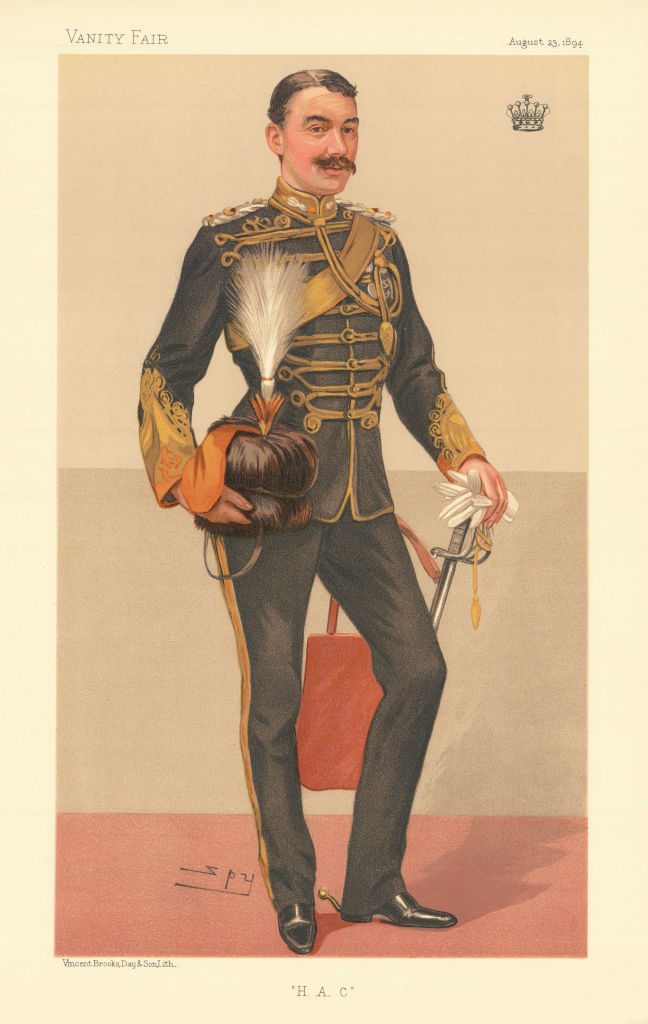
Rudolph Feilding, Earl of Denbigh, HAC. Vanity Fair, août 1894.

L' « Honourable Artillery Company » peut retracer son histoire jusque l'an 1087 mais elle fut officiellement établie par une charte royale de Henri VIII le 25 août 1537. Des lettres patentes furent alors données aux « Surveillants de la Fraternité ou Guilde de Saint-Georges » les autorisant à établir une corporation perpétuelle pour la défense du royaume qui sera appelée « Fraternity or Guild of Artillery of Longbows, Crossbows and Handgonnes » - litt. : « Fraternité ou Guilde de l'artillerie d'arcs, d'arbalètes et de canons à main » (sic).
Cette fraternité exista sous divers noms jusqu'en 1656, époque où il en fut fait mention pour la première fois sous les termes de « Artillery Company » et « Honourable Artillery Company ». Elle en reçut officiellement le nom de la reine Victoria en 1860. Toutefois, la « Archers’ Company of the Honourable Artillery Company  » - « Compagnie des Archers de l'Honorable Compagnie d'Artillerie » - fut maintenue jusqu'au XIXe siècle comme un club privé . La Société des Archers est resté une composante du régiment de 1784 à la fin des années 1790, avec des compagnies de « Matelots ».